# Wat Tyler

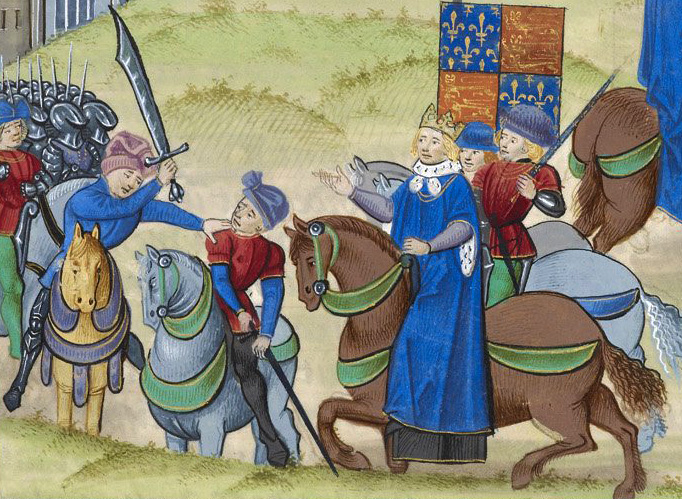
La muerte de Wat Tyler.

Walter Tyler, llamado normalmente Wat Tyler (c. 1320 o el 4 de enero de 1341- 15 de junio de 1381) fue el líder de la revuelta de los campesinos de Inglaterra de 1381.
Wat Tyler era hijo de un tejador (en inglés tiler, de donde vendría su apelativo Tyler) del pueblo de Broxley, Kent, llamado Walter Hilliard. Nació en 1320, seis años después de la batalla de Bannockburn y en el decimotercer año de reinado del rey Eduardo II. Se conocen pocos detalles sobre su infancia, pues los testimonios de su vida provienen sobre todo de los registros de sus enemigos. Los historiadores creen que nació en Essex, pero no están seguros de cuándo cruzó el estuario del Támesis en dirección a Kent, donde lideraría la revuelta.

## Contexto
A partir de Life and Adventures of Wat Tyler, the Brave and Good (Vida y aventuras de Wat Tyler, el bravo y bueno), publicado en 1851, los historiadores han reconstruido su juventud antes de los acontecimientos que le convirtieron en una figura histórica. En esta obra se relata un acontecimiento temprano de su vida: Con la ayuda de algunos paisanos amigos, Tyler atacó una guarida de ladrones que acechaban en la región. A causa de un romance fallido, Tyler se alistó en el ejército inglés cuando se preparaba para partir hacia Francia. Estuvo presente en la Batalla de Crécy, donde Eduardo le encargó asistir al valeroso Príncipe Negro. Se recuerda su bravura en la Batalla de Poitiers y en una serie de combates navales contra Castilla y Francia. Tras los combates Tyler volvió a Broxley, se casó y trabajó como herrero del pueblo. Se asentó allí con la intención de pasar el resto de su vida en la tranquilidad.
Los ingleses preparaban una insurrección aventada por las noticias de las rebeliones de las clases bajas de Francia y Flandes. El historiador medieval Jean Froissart describe a John Ball como un monje aquejado de locura. El clérigo predicó al campesinado que debían resistir por la fuerza a cualquier opresión del Estado. El pueblo pidió poco después la abolición de las leyes vigentes.
La muerte de Eduardo III agravó la situación. Le sucedió su nieto de once años, Ricardo II. Como era demasiado joven, los duques de Lancaster, York y de Gloucester gobernaron en su nombre. Enviaron varias expediciones militares fallidas a Francia, lo que incrementó el descontento del campesinado inglés. El gobierno además reclamó nuevos impuestos, lo que les indignó todavía más.

## Asesinato y fin de la insurrección
Como reacción al nuevo impuesto, Tyler lideró a los rebeldes hacia la toma de Canterbury antes de dirigirse a Blackheath, a las afueras de Londres. Los rebeldes invadieron la ciudad y asesinaron al Arzobispo de Canterbury, Simon Sudbury. El rey Ricardo II se reunió con el ejército rebelde en Mile End y les prometió acceder a sus peticiones y retirar la impopular tasa.

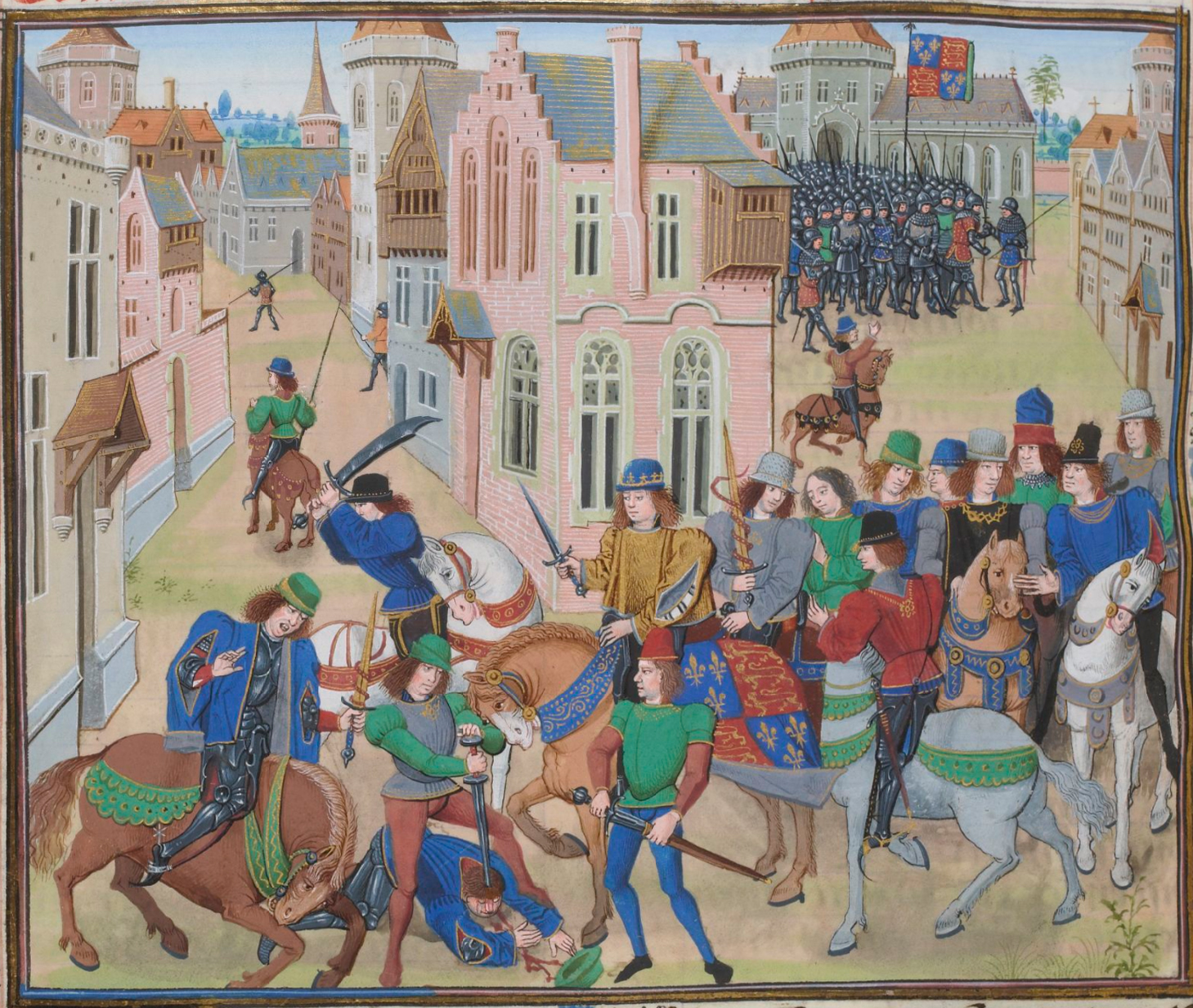
La muerte de Wat Tyler según una ilustración de las Crónicas de Jean Froissart

Veinte mil personas se congregaron en Smithfield (Londres). Ricardo II los reunió allí. Wat Tyler dejó a su ejército y acudió solo a parlamentar con el rey. Tyler, según aseguraron los acompañantes del rey, se comportó de forma beligerante, desmontó su caballo y pidió de beber con rudas maneras. En la disputa siguiente Tyler sacó su daga y William Walworth, alcalde de Londres, desenvainó su espada y con ella le infligió una herida mortal en el cuello. Viéndose rodeado por el séquito real, el ejército rebelde se alborotó, pero el rey Ricardo II, aprovechando la oportunidad, les prometió que Tyler había sido ordenado caballero y que satisfaría sus demandas — que iban a ir a St John's Fields, donde Wat Tyler se reuniría con ellos. Esto hicieron, pero el rey les había mentido. Los nobles recuperaron el control con la ayuda de una milicia de 7 000 hombres. La mayoría de los líderes rebeldes fueron perseguidos, capturados y ejecutados.
Este desenlace recuerda al de la Jacquerie, ocurrido en Francia 23 años antes, y que también acabó con la muerte de su líder al reunirse para negociar con la nobleza.
La rebelión acabó de esta forma poco después de la muerte de Tyler. Sin embargo, su nombre fue invocado repetidas veces durante el curso de manifestaciones y rebeliones posteriores.
La daga roja que se puede ver en el escudo de armas de Londres se cree que representa la daga del alcalde, celebrando así la muerte de Tyler. Sin embargo, es probable que el símbolo represente en realidad el martirio de San Pablo, santo patrón de Londres.
En la actualidad hay un parque cerca del estuario del Támesis en Basildon, Essex, con su nombre, el “Wat Tyler Country Park”. También hay una taberna en Dartford, Kent, que lleva su nombre, en la que se asegura que se alojó allí cuando el ejército rebelde pasó la noche en East Hill, Dartford, en su camino hacia Blackheath. Asimismo hay una carretera en Maidstone que lleva su nombre, la Wat Tyler Way.